# La Compétition (film, 1964)

La Compétition est un film soviétique sorti en 1964 réalisé par Boulat Mansourov.

## Synopsis
Au dix-neuvième siècle, un musicien, armé de son dotâr doit remporter une joute musicale pour libérer son frère.

## Fiche technique
- Titre : La Compétition
- Réalisation : Boulat Mansourov
- Scénario : Boulat Mansourov
- Photographie : Khodjakouli Narliev
- Direction artistique :
- Musique originale : Nuri Khalmamedov
- Société de production : Turkmenfilm (en)
- Format : 35 mm - noir et blanc
- Pays : URSS
- Durée : 81 min
- Première diffusion : Juin 1964
  - Moscou : octobre 1964
  - France : décembre 1968 au Ranelagh[1]

## Distribution
- Rovshan Aliyev
- Artyk Dzhallyyev (ru)
- Khodzhan Ovezgelenov (ru)
- Khodzha Durdy Narliyev (ru)

## Réception
- « La compétition, de Boulat Mansourov, œuvre typique de l'inspiration folklorique au service du maintien des traditions culturelles, en l’occurrence un tournoi poétique et musical superbement évocateur » Le cinéma soviétique: de Khrouchtchev à Gorbatchev, 1955-1992, Marcel Martin
- « Bulat Mansurov’s The Competition (Sostiazanie / Shukur bakhshi, 1964) was one of the most noteworthy film events of the 1960s,[5] even if it is largely forgotten today. As Margolit explains, the work marks the founding of poetic cinema and focuses on the features of the human face » The Socialist Avant-Garde at the 33rd Moscow International Film Festival, Julie Draskoczy, KinoKultra